# Rotor

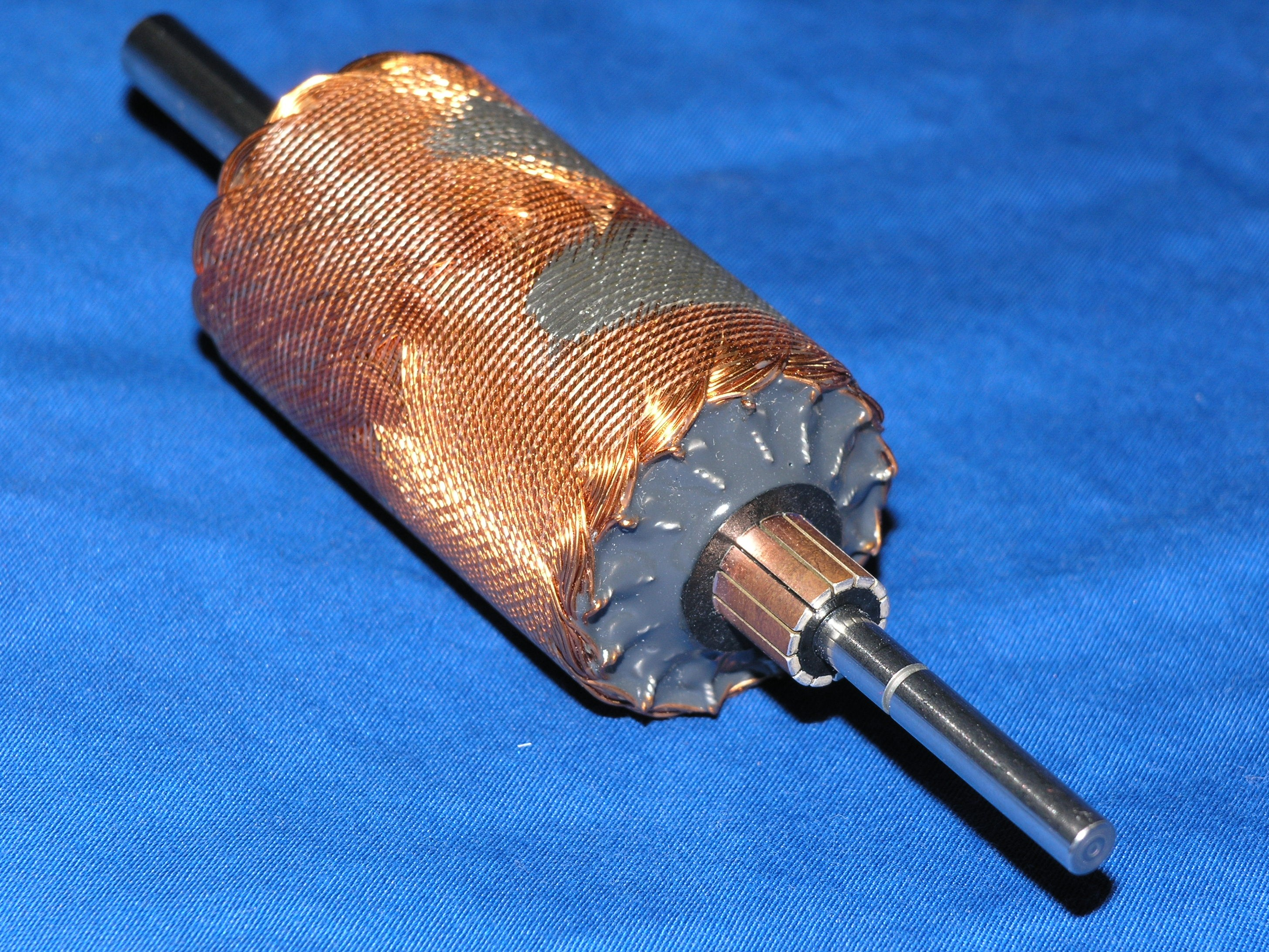
Un rotor bobinat

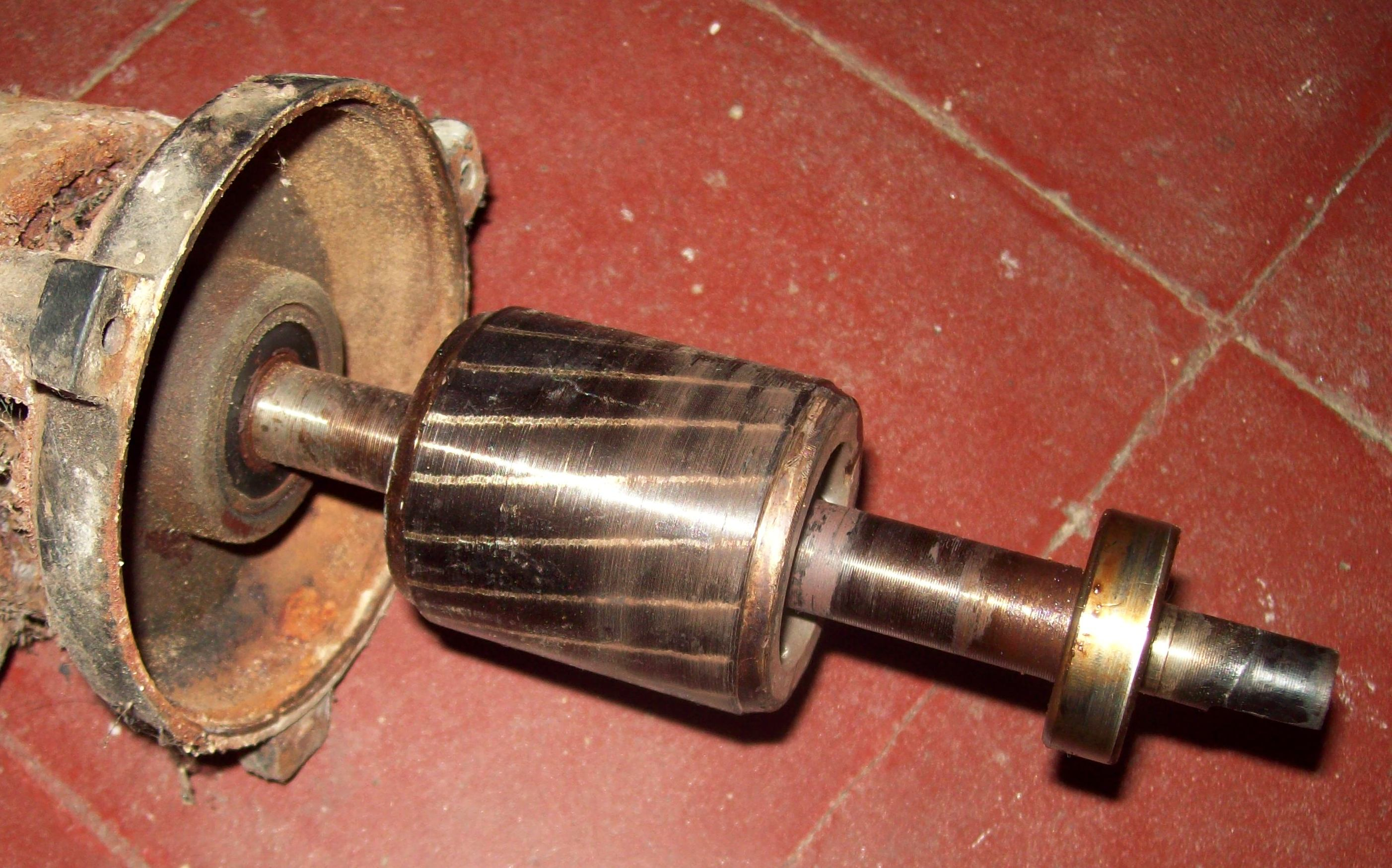
El rotor d'un motor de corrent altern, denominat també com "gàbia d'esquirol".

El  rotor  és el component que gira en una turbina o en una màquina elèctrica. En aquest últim cas, juntament amb la seva contrapart fixa, l'estàtor, forma el conjunt fonamental per a la transmissió de potència en motors elèctrics en general i generadors elèctrics.
El  rotor  està format per un eix que suporta un joc de bobines enrotllades sobre un nucli magnètic que gira dins d'un camp magnètic creat bé per un imant o pel pas per un altre joc de bobines, atropellades sobre unes peces polars, que romanen estàtiques i que constitueixen el que s'anomena estàtor d'un corrent continu o d'un altern, depenent del tipus de màquina de què es tracti.
En màquines de corrent altern de mitjana i gran potència, és comú la fabricació de rotors amb làmines d'acer elèctric per disminuir les pèrdues associades als camps magnètics variables, com els corrents de Foucault i els produïts pel fenomen anomenat histèresi.
Alguns tipus de rotors
- Rotor bobinat amb col·lector.
- Rotor de gàbia d'esquirol o rotor de gàbia.
- Rotor bobinat amb anells